# Gebrüder Höltje

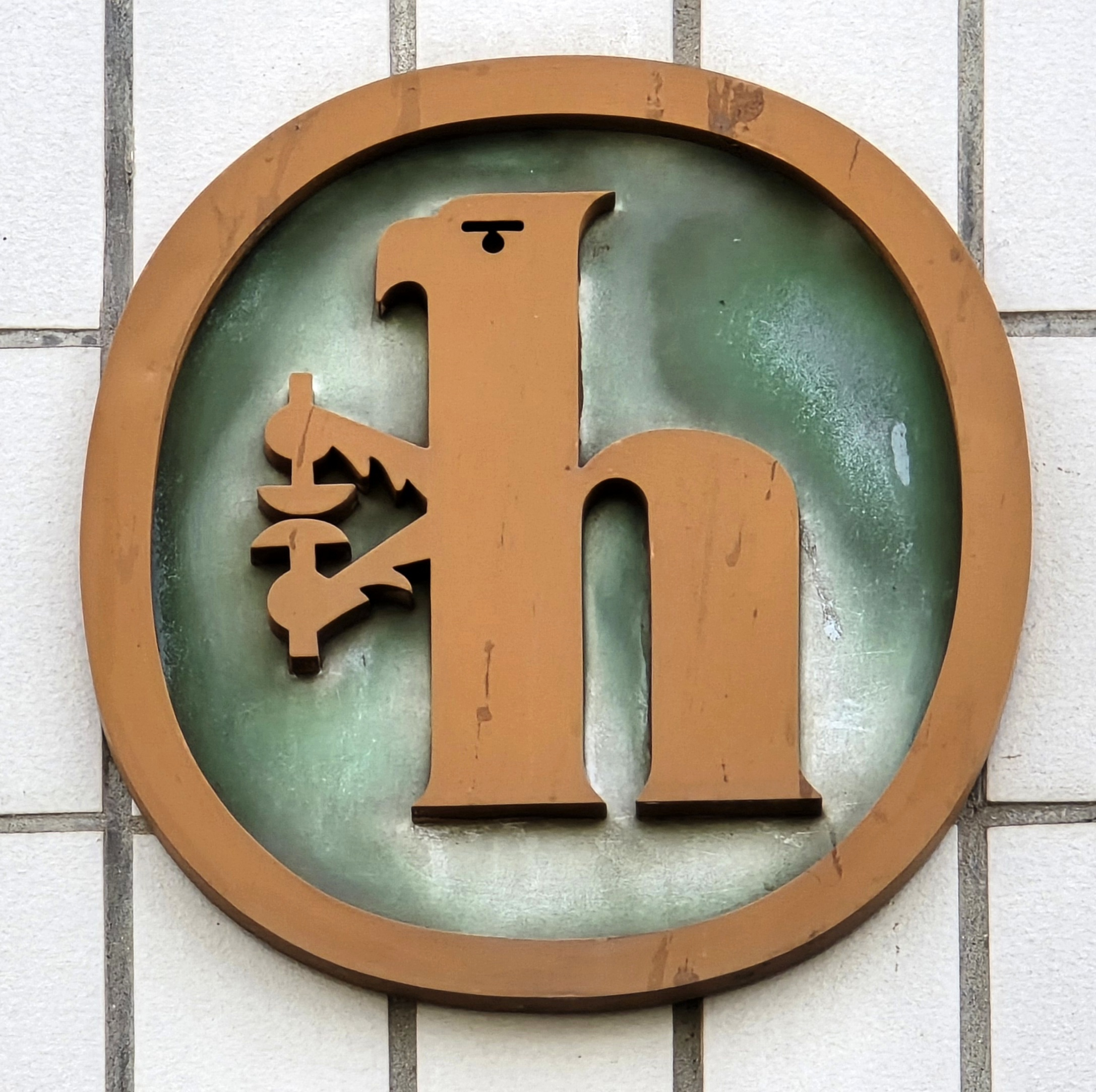
Logo über der Durchfahrt des Hauses Escherstraße 22a

Gebrüder Höltje zeitweilig auch Heinrich Höltje, war eine Buchdruckerei in Hannover mit angeschlossenem Bildpostkarten-, Karikaturen-, Buch-, Zeitschriften- und Kalender-Verlag. Letzter Sitz des hannoverschen Unternehmens waren die in den 1950er Jahren errichteten eigenen Wohn- und Geschäftsgebäude in der Escherstraße 22.

## Geschichte

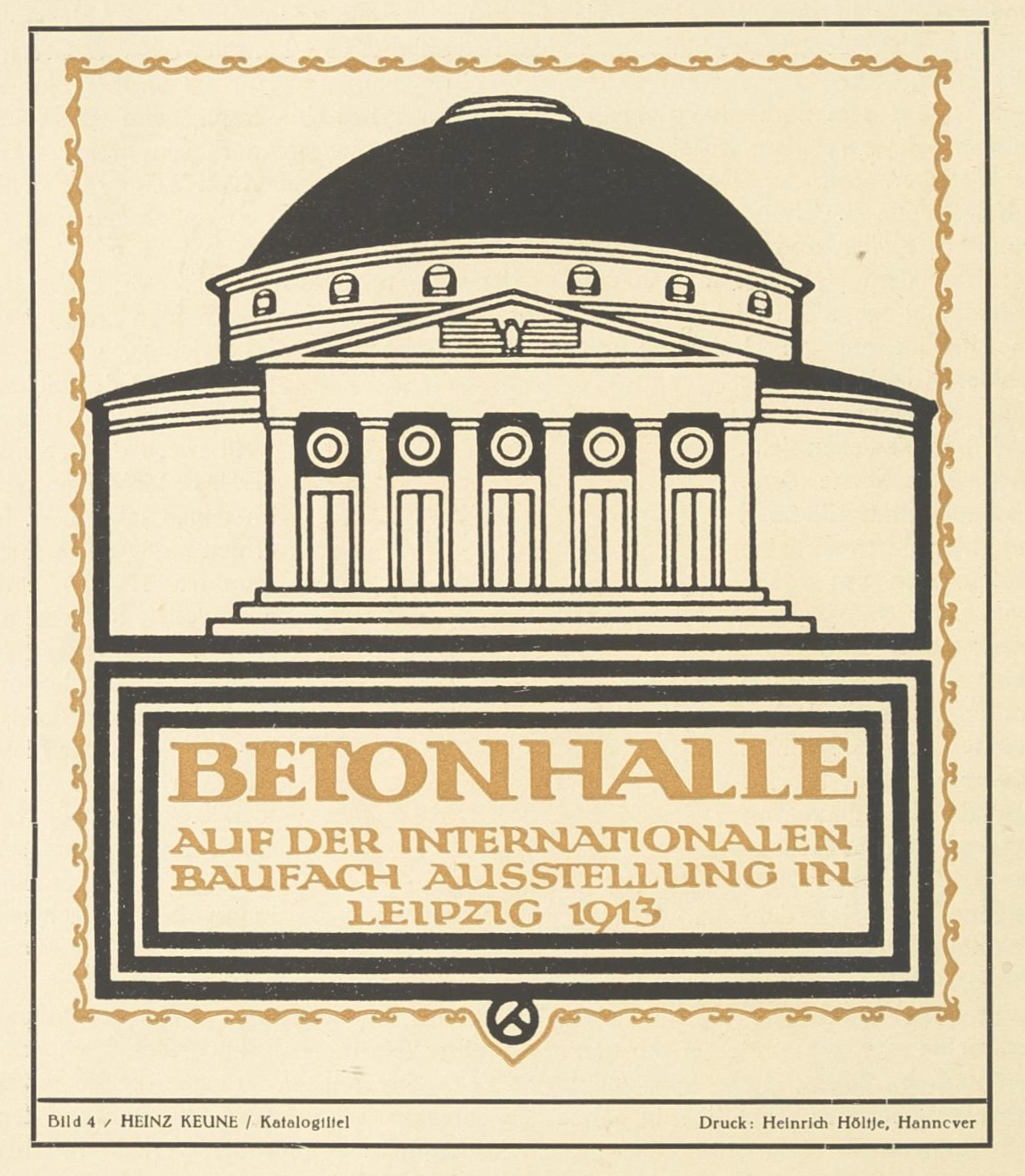
Plakat von Heinz Keune mit der Betonhalle auf der Internationalen Baufach-Ausstellung 1913 in Leipzig

Das Unternehmen wurde 1875 gegründet und anfangs von den Brüdern Heinrich und Ludwig Höltje gemeinsam geleitet, bis Ludwig Höltje 1885 aus der Firma ausstieg. Zum 1. Januar 1908 übernahm der gelernte Kaufmann, Papier- und Druckfachmann Arnold Lohmann den Betrieb als alleiniger Inhaber. Ebenfalls noch in der Kaiserzeit ließ beispielsweise der Plakatkünstler Heinz Keune seinen in der Zeitschrift Das Plakat wiedergegebenen Entwurf für die Internationale Baufach-Ausstellung 1913 in Leipzig bei Höltje in Hannover fertigen.
Nach der Anschaffung zusätzlicher für die Druckverarbeitung nötiger Maschinen erwiesen sich die anfänglichen Räumlichkeiten im Haus Goseriede 4 als nicht erweiterbar, daher wurde der Betrieb 1914 in das Haus Lange Laube 5 verlegt.

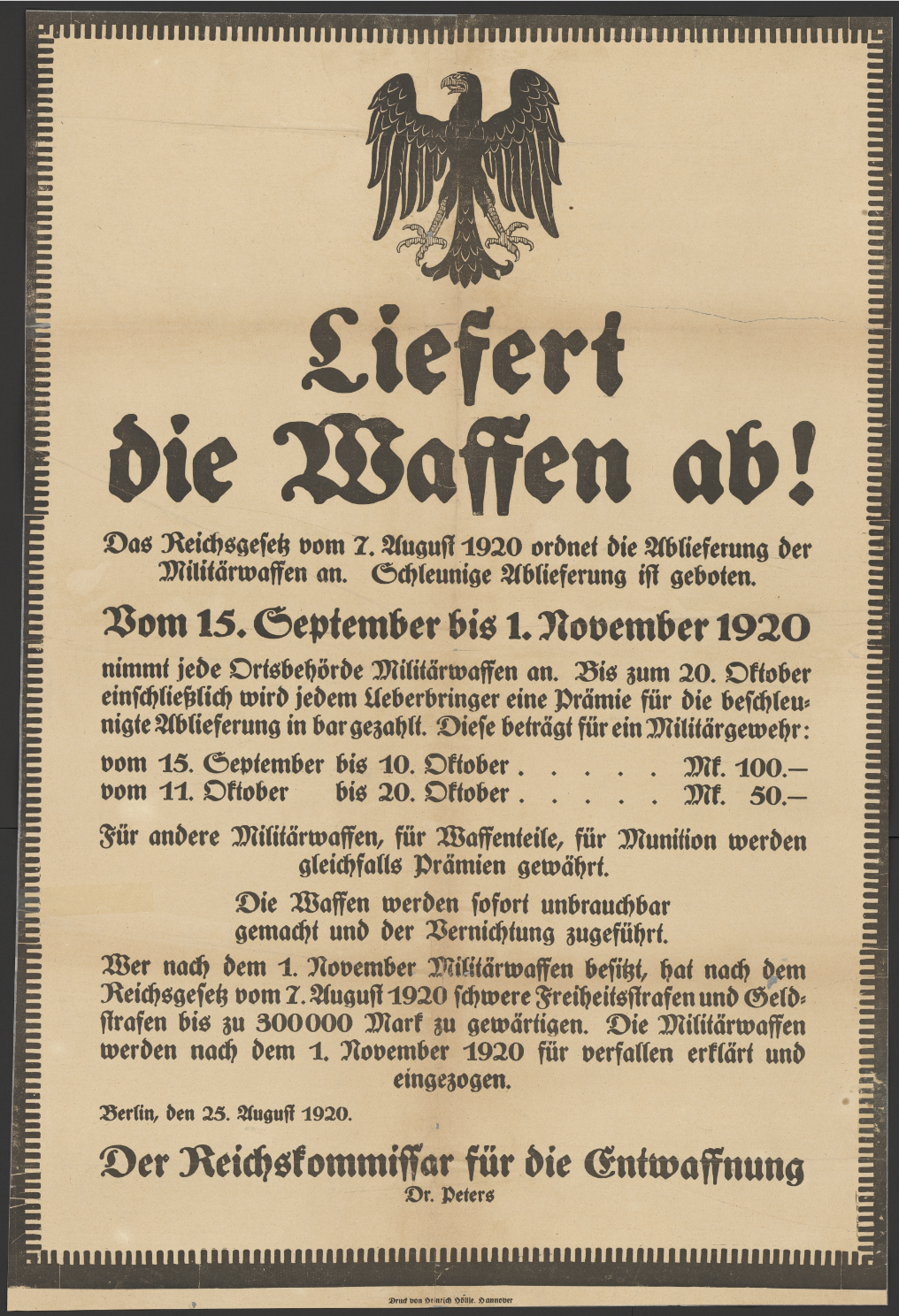
Amtliches Plakat „Liefert die Waffen ab!“ von 1920

Während des Ersten Weltkrieges ordnete das stellvertretende Generalkommando mit Sitz in Breslau die Beschlagnahme von vier Postkarten aus dem Höltje-Verlag an mit den Titeln
- Der Sieger im Marathonlauf;[9]
- Einigkeit macht stark;[9]
- Schon wieder in ne Brennessel;[9]
- Nikolaus wäscht seine Hände.[9]

Zu Beginn der Weimarer Republik wiederum druckte Höltje im Staatsauftrag durch den Reichskommissar für die Entwaffnung Wilhelm Peters die im Zuge der Bestimmung des Versailler Vertrages deutschlandweit auszuhängenden Plakate „Liefert die Waffen ab!“
1921 trat die Firma Heinrich Höltje als Aussteller mit einem Stand mit Werbekalendern auf der Internationalen Ausstellung für Buchgewerbe und Graphik (Bugra) in Leipzig auf.
In der zweiten Hälfte der 1920er Jahre unterhielt die Geschäftsführung fünf Schnellpressen, eine große und drei kleinere Druckpressen, eine vollständig eingerichtete Buchbinderei, zwei Schneidemaschinen sowie zehn Hilfsmaschinen. Das Unternehmen nahm regelmäßig neuere Schrifttypen ins Portfolio und produzierte neben Zeitschriften, Katalogen und Broschüren auch amtliche und kaufmännische Drucksachen.

1927 genutztes Höltje-Logo mit zwei stilisierten spiegelbildlich steigenden Löwen

Höltje beschäftigte für Buchillustrationen verschiedene Künstler, darunter die mit „BODE“ signierte Bildpostkarten-Serie Gott grüß' die Kunst! Die mit 6 verschiedenen Motiven versehenen, im Verlag Heinrich Höltje erschienenen Karten waren im Jahr 1926 für 75 Pfennig erhältlich und zeigten „humoristische Postkarten [… mit Szenen …] aus dem Buchdruckerleben.“ In einer Rezension in der Fachzeitschrift Typographische Jahrbücher hieß es dazu unter anderem,
„[keine ähnliche Darstellung] traf in ihrer künstlerischen Aufmachung den Buchdruckerwitz so wie diese aus 6 Karten bestehenden Serie.“
Fünf verschiedene dieser Karikaturen konnten später für die Museums- und Studiensammlung Archivalien und Dokumente zur Buchgeschichte des Deutschen Buch- und Schriftmuseums der Deutschen Nationalbibliothek in Leipzig erworben werden.
Der Inhaber Arnold Lohmann, Mitte der 1920er Jahre Vorsitzender vom „Buchdrucker-Verein in der Stadt Hannover“, wirkte noch 1930 in der Verlagsdruckerei.
Nach dem Zweiten Weltkrieg hatte „Gebr. Höltje“ 1949 ihren zeitweiligen Sitz im Haus Im Moore 37, beziehungsweise 37a, bevor die Firma als Bauherr die von dem Architekten Erich Fichtner ab 1956 errichteten Wohn- und Gewerbegebäude Escherstraße 22 bezog.
In der Folgezeit wirkte Höltje als Zeitschriften-Verlag und für Publikationen von Architekten und insbesondere Organisationen der Bauwirtschaft.
Ende des 20. Jahrhunderts ging die Firma in die oeding print Hannover GmbH über, die 2017 aus dem Handelsregister gelöscht wurde.

## Publikationen (Auswahl)

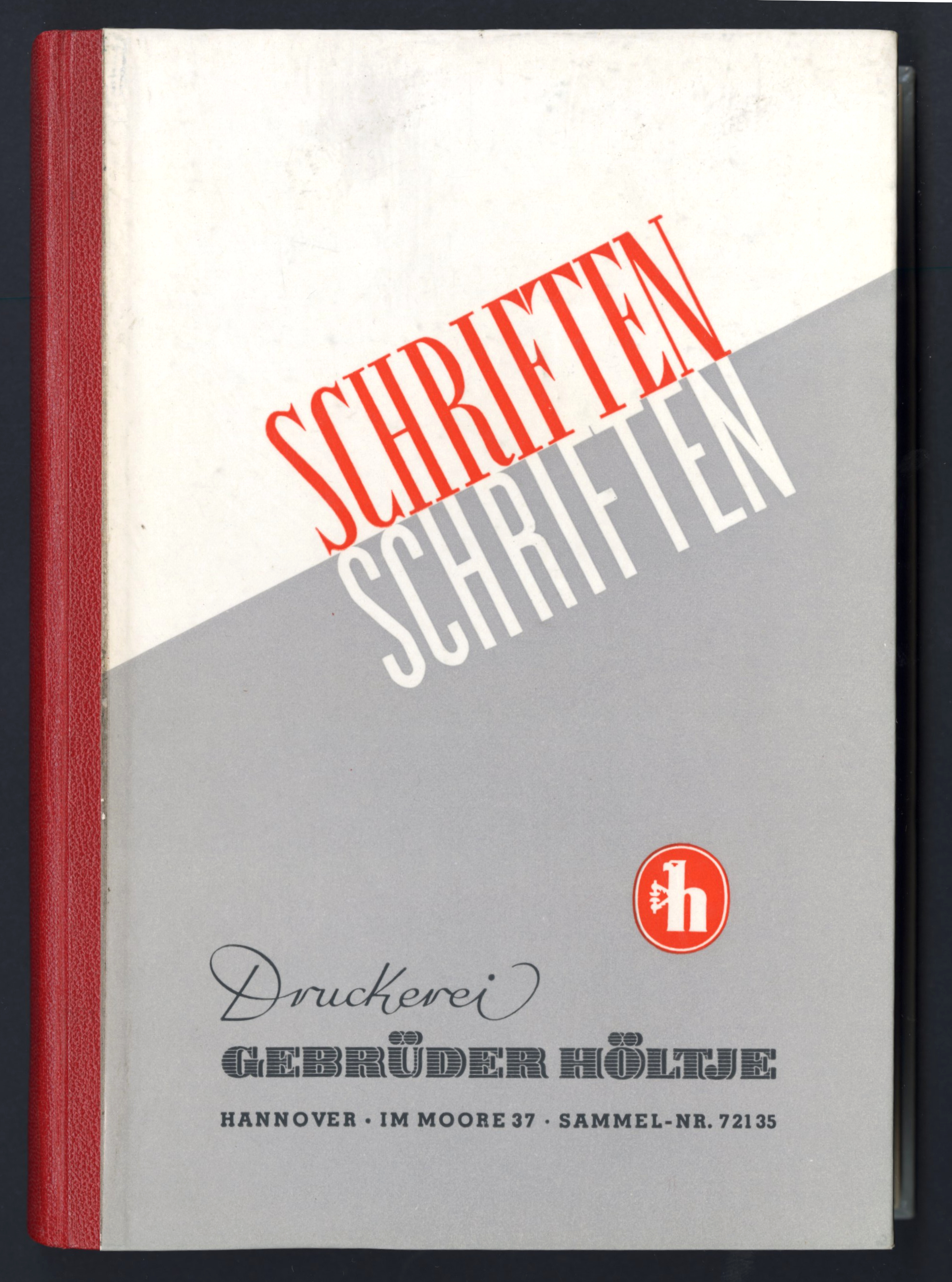
Als Buch gebundener 1950-Jahre „Schriften Schriften“-Katalog mit teils ausführlichen Erläuterungen der Druckerei Gebrüder Höltje am Standort Im Moore 37

- Otto Plathner: Die Familie Plathner. Der Familie gewidmet, 2. Nachtrag, neu hrsg. von Rüdiger D. Barnbeck, Heinr. Höltje, Hannover 1905.
- Leonard Körting: Das goldene Maurer-Jubiläum des ehrw. Stuhlmeisters Körting im Orient Hannover am 9. Dezember 1905. Ein goldenes Maurer-Jubiläum im Orient Hannover Höltje, Hannover 1906.
- Die Illustrierte. Hannoversche Monats-Zeitschrift für das gesamte Bau-, Wohnungs- und Ausstattungswesen. Offizielles Organ des Kunstgewerbe-Vereins, Hoeltje, Hannover 1913–1915.
- um 1916: Vier vom Generalkommando beschlagnahmte Postkarten[9]
- um 1925: Gott grüß' die Kunst!, 6-teilige Karikaturen-[12] Bildpostkartenserie, bezeichnet BODE; 5 davon konnten 2006 für die Archivalien und Dokumente zur Buchgeschichte der Deutschen Nationalbibliothek erworben werden
- Buchdrucker Taschenbuch, herausgegeben für die Mitglieder des Kreises I (Nordwest) des deutschen Buchdrucker-Vereins, Hannover: Heinrich Höltje, 1930[5]
- Schriften. Druckerei Gebrüder Höltje, Hannover. Katalog der einsetzbaren Antiqua-, Grotesk-Schriften, Lichte und schraffierten Schriften, Schreib- und Kursiv-, Fraktur-, Schreibmaschinen- und Setzmaschinen-Schriften, Hannover: Gebrüder Höltje [o.J.]
- 5. EWA in Hannover, Europäische Werkzeugmaschinen-Ausstellung, Höltje 1957
- Ernst Friedrich Brockmann: Brockmann 1945-1970. Bauten und Planungen, hrsg. vom Dipl-Ing-Brockmann-Baukontor, Druckerei Gebrüder Höltje, Hannover 1970.
- Dieter Tasch (Red.): 20 Jahre Flughafen Hannover 1952 - 1972, hrsg. vom Flughafen Hannover, Höltje, Hannover 1972.
- Baurundblick, Hannover: Höltje 1972 ff.[5]
- Michael Sommer (Red.). Verband der Bauindustrie für Niedersachsen (= Niedersächsischer Bautag. = Bau.), Druckerei Gebrüder Höltje, Hannover.
  - Bau '87. Bauen gestaltet Umwelt (= Niedersächsischer Bautag. 11), 1987; (Inhaltsverzeichnis PDF).
  - Bau ’88. Neue Märkte. 1988; Inhaltsverzeichnis
  - Bau ’89. aufwärts ( = Bau, Band 13), 1989; (Inhaltsverzeichnis PDF).
- Wolf-Dieter Burde, Landesversicherungsanstalt Hannover: Landesversicherungsanstalt Hannover 100 Jahre. Höltje, Hannover 1990 (Inhaltsverzeichnis).
- Festschrift für Egon Heinrich Schlenke, hrsg. vom Verband der Bauindustrie für Niedersachsen, Hannover: Höltje 1997, ISBN 3-00-002213-9[16]

## Archivalien

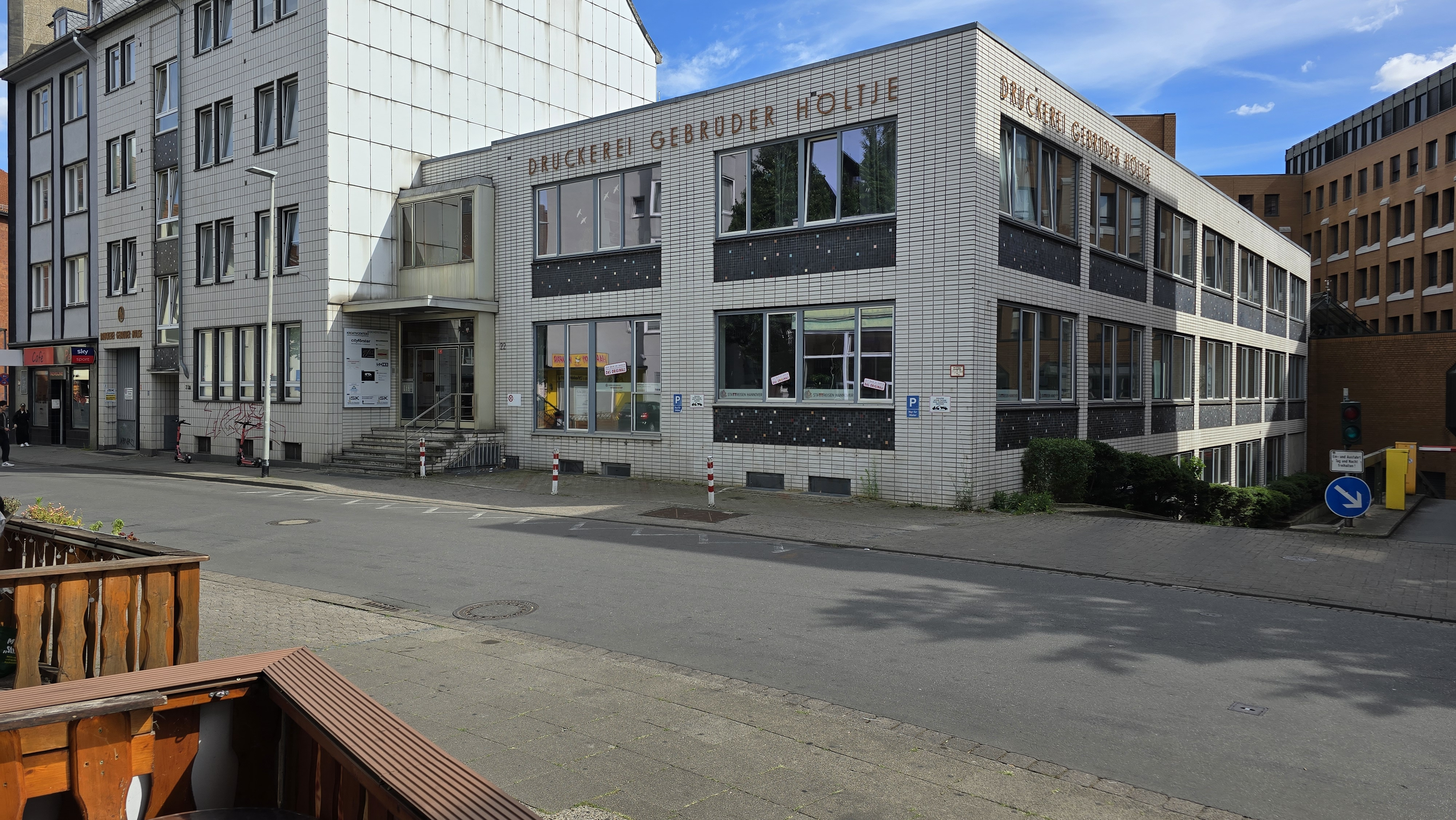
Wohn- und Geschäftsgebäude Escherstraße 22 und 22a neben der Agentur für Arbeit in Hannover

Archivalien von und über die Firma Heinrich Höltje finden sich beispielsweise
- im Sächsischen Staatsarchiv als Fotografie-Abzug Stand mit Werbekalendern der Firma Heinrich Höltje, Hannover, auf der Bugra-Messe, gefertigt von Carl und Lisa König aus Leipzig; Bestand 20202 Leipziger Messeamt (I), Archivaliensignatur F 04277[6]
- im Deutschen Buch- und Schriftmuseum der Deutschen Nationalbibliothek in Leipzig; fünf, im Jahr 2006 erworbene Postkarten in schwarz-weiß-Druck unter dem Titel Gott grüß’ die Kunst! : Bildpostkartenserie / Bez.: BODE[3]